# 혹개미속
혹개미속은 두배자루마디개미아과에 속하는 개미의 종이다. 이 속은 널리 퍼져있으며 생태적으로 우점적이다. 1,000개 이상의 종을 포함한다. 이 속은 처음에는 아메리카 대륙에서 진화했으며, 이후 전 지구로 퍼져나갔다.

누더기혹개미(Pheidole mendicula)

## 군체의 구조
혹개미속의 대부분의 종은 이형성을 띄며, 이는 군체에 '작은 일개미'와, '큰 일개미' 또는 '병정개미'의 두 계급의 일개미가 있다는 것을 의미한다. 병정개미는 보통 평범한 크기의 몸에 비해 아주 큰 머리와 턱을 지녔다.
그리고 군체에는 다른 개미 종들처럼 하나 이상의 여왕개미와, 성숙한 군체의 경우 날개 달린 암수개미인 유시충이 존재할 수 있다.

## 병정개미
병정개미의 뚜렷하게 큰 머리로 인해 혹개미속은 영미권에서 큰머리개미 big-headed ants 로도 불린다. 혹개미속의 병정개미는 공격적으로 보이긴 하지만 꽤나 조심성이 많으며 뭔가 위험해보이면 제일 먼저 도망간다. 많은 혹개미속의 종들은 벼룩파리의 포식기생의 대상이 되어, 병정의 몸에 알을 낳는다. 구더기는 주로 병정개미의 머리통 속에서 자라 결국 병정개미의 머리를 자르며, 작은 일개미의 몸속에서는 굶주리게 된다.
병정 개미는 대부분 큰 음식덩이를 부수기 위해 군체 내에 상주하거나 바깥에서 씨앗과 같은 무거운 음식을 나른다. 대부분의 혹개미속의 종들은 생태적으로 중요한 씨앗 섭식자들이다. (수확개미)
자줏혹개미의 일개미와 병정개미
- 일개미, 정면
- 일개미, 평면
- 병정개미, 정면
- 병정개미, 평면

## 하위 종
이 속은 1,000 개 이상의 종이 속해 있다.
- Pheidole acutidens
- Pheidole argentina
- Pheidole barreleti
- Pheidole bigote
- Pheidole branstetteri
- Pheidole braueri
- Pheidole bula
- Pheidole carinote
- Pheidole cervicornis
- Pheidole ceylonica
- Pheidole clavata
- Pheidole debilis
- Pheidole decepticon
- Pheidole dentata
- Pheidole diffidens
- Pheidole dodo
- Pheidole elecebra
- Pheidole elongicephala
- Pheidole eowilsoni
- Pheidole epiphyta
- Pheidole fervens
- 극동혹개미 (Pheidole fervida )
- Pheidole fossimandibula
- Pheidole gracilipes
- Pheidole gymnoceras
- Pheidole harlequina
- Pheidole harrisonfordi
- Pheidole horni
- 인도혹개미 (Pheidole indica)
- Pheidole inquilina
- Pheidole janzeni
- Pheidole jonas
- Pheidole karolmorae
- Pheidole karolsetosa
- Pheidole komori
- Pheidole laevithorax
- Pheidole lagunculinoda
- Pheidole lanuginosa
- Pheidole latinoda
- Pheidole leoncortesi
- Pheidole loki
- Pheidole malinsii
- Pheidole megacephala
- Pheidole megatron
- Pheidole microgyna
- Pheidole neokohli
- Pheidole nietneri
- 혹개미 (Pheidole noda)
- Pheidole ochracea
- Pheidole oculata
- Pheidole pallidula
- Pheidole pararugiceps
- Pheidole parasitica
- Pheidole parva
- Pheidole pegasus
- Pheidole phanigaster
- Pheidole picobarva
- 산치혹개미 (Pheidole pieli )
- Pheidole pronotalis
- Pheidole psilogaster
- Pheidole purpurea
- Pheidole ragnax
- Pheidole rhinomontana
- Pheidole rugithorax
- Pheidole rugosa
- Pheidole sebofila
- Pheidole simplispinosa
- Pheidole spathifera
- Pheidole sulcaticeps
- Pheidole symbiotica
- Pheidole templaria
- Pheidole teneriffana
- Pheidole uncagena
- Pheidole vieti
- Pheidole vulcan